# Tomasz Jaguś
Tomasz Jaguś (ur. 1963) – polski muzyk, basista, były członek zespołu Kat.
W 1981 roku dołączył do zespołu Kat. Nagrał z nim debiutancką płytę 666, brał udział w koncertach przed Metallicą w katowickim Spodku oraz brał udział w komponowaniu utworów na płytę Oddech wymarłych światów, Odszedł od zespołu z powodów osobistych. Wyjechał na stałe do Stanów Zjednoczonych w 1987 roku.
W 1986 roku gościnnie wystąpił w zespole Stos, nagrywając z nim kilka utworów.
W 2013 roku wydał pod pseudonimem Thomas W Jay solowy instrumentalny album Flyover.